# Gmina Jelling
Gmina Jelling (duń. Jelling Kommune) – w latach 1970–2006 (włącznie) jedna z gmin w Danii w okręgu Vejle Amt. 
Siedzibą władz gminy było miasto Jelling. 
Gmina Jelling została utworzona 1 kwietnia 1970 na mocy reformy podziału administracyjnego Danii. Po kolejnej reformie w 2007 r. weszła w skład nowej gminy Vejle.

## Dane liczbowe
- Liczba ludności: (♀ 2841 + ♂ 2856) = 5697
  - wiek 0-6: 10,7%
  - wiek 7-16: 16,1%
  - wiek 17-66: 61,6%
  - wiek 67+: 11,6%
- zagęszczenie ludności: 64,0 osób/km²
- bezrobocie: 2,7% osób w wieku 17-66 lat
- cudzoziemcy z UE, Skandynawii i USA: 118 na 10 000 osób
- cudzoziemcy z krajów Trzeciego Świata: 153 na 10 000 osób
- liczba szkół podstawowych: 2 (liczba klas: 44)